# Macrorrhyncha luteola
Macrorrhyncha luteola är en tvåvingeart som beskrevs av Zaitzev 1994. Macrorrhyncha luteola ingår i släktet Macrorrhyncha och familjen platthornsmyggor. Inga underarter finns listade i Catalogue of Life.